# Port lotniczy Bamian
Port lotniczy Bamian (IATA: BIN, ICAO: OABN) – port lotniczy położony w mieście Bamian (miasto), w Afganistanie.